# Механізм E2C
Механі́зм E2C (англ. mechanism E2C) — механізм бімолекулярного елімінування, один з крайніх випадків механізму E2, коли в перехідному стані слабка основа B взаємодіє головним чином з атомом Карбону:
Цей механізм властивий сильним нуклеофілам, які є слабкими основами. Таким реакціям сприяють полярні апротонні розчинники, реакції син-елімінування цього типу не відомі, завжди відбувається анти-елімінування.
За номенклатурою IUPAC С+ (cyclo-1/PAxh/2/DH)/1/DN.